# Singapur Juniors 2014
Das Singapur Juniors 2014 fand als bedeutendstes internationales Nachwuchsturnier von Singapur im Badminton vom 17. November bis zum 23. November 2014 statt.

## Sieger und Platzierte
| Disziplin    | Gold                                    | Silber                                     | Bronze                            |
| ------------ | --------------------------------------- | ------------------------------------------ | --------------------------------- |
| Herreneinzel | Chen Chun-wei                           | Endrue Tampi                               | Sachin Dias                       |
| Herreneinzel | Chen Chun-wei                           | Endrue Tampi                               | Buwenaka Goonethileka             |
| Dameneinzel  | Manassanan Lerthattasin                 | Jin Yujia                                  | Thilini Pramodika                 |
| Dameneinzel  | Manassanan Lerthattasin                 | Jin Yujia                                  | Supamart Mingchua                 |
| Herrendoppel | Alwi Mahardika Giovani Dicky Oktavan    | Frengky Wijaya Putra Sabar Karyaman Gutama | Buwenaka Goonethileka Sachin Dias |
| Herrendoppel | Alwi Mahardika Giovani Dicky Oktavan    | Frengky Wijaya Putra Sabar Karyaman Gutama | Hung Tzu-Wei Lin Yu-feng          |
| Damendoppel  | Ruethaichanok Laisuan Supamart Mingchua | Grace Chua Jin Yujia                       | Elaine Chua Citra Putri Sari Dewi |
| Damendoppel  | Ruethaichanok Laisuan Supamart Mingchua | Grace Chua Jin Yujia                       | Pan Tzu-Chin Tsai Hsin-Yu         |